# Gilberto Penayo
Benigno Gilberto Penayo Ortiz (Asunción, 3 aprile 1933 – 27 ottobre 2020) è stato un calciatore paraguaiano, di ruolo attaccante.

## Carriera
Fu capocannoniere del campionato paraguaiano nel 1960.

## Palmarès

### Club

#### Competizioni nazionali
- Campionato paraguaiano: 2

Cerro Porteño: 1961, 1963